# Kartoffelwestern
En kartoffelwestern er en westernfilm, der er produceret i Danmark. Det er dannet efter inspiration fra spaghettiwestern
Ordet anvendes første gang i 1970, i blandt andet Berlingske Tidende 7. august 1970: "De nye danske kartoffel-westerns". Genren blev indledt med filmen Præriens skrappe drenge i 1970. Stilen i dem ligger mest op ad det typiske danske lystspil, flyttet om til et westernmiljø. De blev ikke nogen større bølge som deres italienske modstykker, men havde en behersket popularitet.

## Liste over kartoffelwestern
| Liste over kartoffelwestern | Liste over kartoffelwestern      | Liste over kartoffelwestern                                                   | Liste over kartoffelwestern                                                   | Liste over kartoffelwestern | Liste over kartoffelwestern                                                   | Liste over kartoffelwestern                                                                                          |
| produktions- år             | titel                            | handlingen                                                                    | handlingen                                                                    | handlingen | handlingen                                                                    | anmærkninger |
| produktions- år             | titel                            | spilletid                                                                     | regissør                                                                      | skuespiller | producent/ filmselskab                                                        | anmærkninger |
| --------------------------- | -------------------------------- | ----------------------------------------------------------------------------- | ----------------------------------------------------------------------------- | --- | ----------------------------------------------------------------------------- | --- |
| 1970                        | Præriens skrappe drenge          | en strid på grund af en guldåre, som ender i et masseslagsmål                 | en strid på grund af en guldåre, som ender i et masseslagsmål                 | en strid på grund af en guldåre, som ender i et masseslagsmål | en strid på grund af en guldåre, som ender i et masseslagsmål                 | spektakuløst lystspil og parodi på spaghettiwestern                                                                  |
| 1970                        | Præriens skrappe drenge          | 99 min                                                                        | Carl Ottosen                                                                  | Dirch Passer, Paul Hagen, Preben Kaas, Willy Rathnov, Karl Stegger, Sisse Reingaard, Jesper Kelin, Miskow Makwarth,Lone Lau, Eva Danné | Henrik Sandberg Merry Film                                                    | spektakuløst lystspil og parodi på spaghettiwestern                                                                  |
| 1971                        | Guld til præriens skrappe drenge | en ballade på grund af en guldtransport, som ender i en nævekamp              | en ballade på grund af en guldtransport, som ender i en nævekamp              | en ballade på grund af en guldtransport, som ender i en nævekamp | en ballade på grund af en guldtransport, som ender i en nævekamp              | lystspil, fortsættelse til "Præriens skrappe drenge"                                                                 |
| 1971                        | Guld til præriens skrappe drenge | 107 min                                                                       | Finn Karlsson                                                                 | Dirch Passer, Willy Rathnov, Paul Hagen, Preben Kaas, Judy Gringer, Lykke Nielsen, Preben Mahrt, Carl Ottosen, Jesper Klein, Jørgen Kiil, Lars Lunøe | Henrik Sandberg Merry Film                                                    | lystspil, fortsættelse til "Præriens skrappe drenge"                                                                 |
| 2012                        | Definitely dead                  | en historie som baserer på rivaliseringen og venskabet mellem to saloon-damer | en historie som baserer på rivaliseringen og venskabet mellem to saloon-damer | en historie som baserer på rivaliseringen og venskabet mellem to saloon-damer | en historie som baserer på rivaliseringen og venskabet mellem to saloon-damer | kortfilm, nomineret ved Action On Film International Film Festival 2012 i Monrovia, Californien (Los Angeles County) |
| 2012                        | Definitely dead                  | 18 min                                                                        | Jonas Kvist Jensen                                                            | Maja Muhlack, Katrine Beck Ibsen, Mads Koudal | Morten Hjorth Picturewise Film, LoneTower Visuals, Aarhus Filmværksted        | kortfilm, nomineret ved Action On Film International Film Festival 2012 i Monrovia, Californien (Los Angeles County) |
| 2014                        | The Salvation (OT)               | en tragisk historie af en nyankommen fra Danmark                              | en tragisk historie af en nyankommen fra Danmark                              | en tragisk historie af en nyankommen fra Danmark | en tragisk historie af en nyankommen fra Danmark                              | western på dansk og engelsk, produktionslande: DK/UK/Sydafrika                                                       |
| 2014                        | The Salvation (OT)               | 89 min                                                                        | Kristian Levring                                                              | Mads Mikkelsen, Eva Green, Jeffrey Dean Morgan, Jonathan Pryce, Eric Cantona, Mikael Persbrandt, Douglas Henshall, Michael Raymond-James, Alexander Arnold, Nanna Øland Fabricius (Oh Land), Toke Lars Bjarke, Sean Cameron Michael, Langley Kirkwood, Robert Hobbs, Grant Swanby, Adam Neill, Carel Nel, Sivan Raphaely | Sisse Graum Jørgensen Zentropa                                                | western på dansk og engelsk, produktionslande: DK/UK/Sydafrika                                                       |